# Ghiacciaio Glen
Il ghiacciaio Glen è un ghiacciaio lungo almeno 7 miglia nautiche (13 km), che fluisce verso sud nella Catena di Shackleton, nella Terra di Coats in Antartide. Il ghiacciaio va a confluire nel ghiacciaio Recovery a ovest dei Monti Read.
Fu mappato per la prima volta da parte della Commonwealth Trans-Antarctic Expedition (CTAE) nel 1957 e ricevette questa denominazione in onore di Alexander R. Glen, membro del "Committee of Management" della Commonwealth Trans-Antarctic Expedition, 1955-58.